# 皮纳图博火山

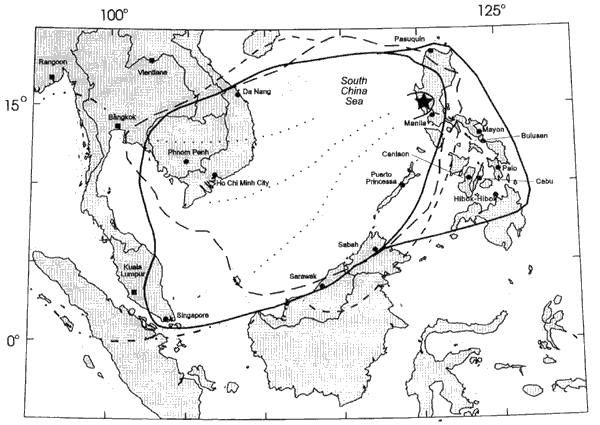
1991年火山噴發碎屑分佈

皮纳图博火山（英語：Mount Pinatubo）是一座活跃的层状火山，位于菲律宾吕宋岛三描礼士、打拉和邦板牙三省的交界处，岩层主要由安山岩和英安岩构成。1991年前，皮纳图博火山并不知名，而且受到严重侵蚀。当时它被茂密的树林覆盖，住有数千名矮黑人原住民，他们的祖先在1565年西班牙人征服菲律宾后从低地逃往山区。
1991年6月，皮纳图博火山爆发，是20世纪发生在陆地上第二大规模的火山爆发（排名第一的是发生在1912年阿拉斯加诺瓦鲁普塔火山爆发）。这次爆发的火山爆發指数为6，与上一次已知的爆发相距450至500年（火山爆发指数为5），与上一次达到火山爆发指数6的爆发则相距500至1000年。这次爆发高潮被成功预测，火山附近的数以万计居民得以及时疏散，但爆发引起的火山碎屑流、火山灰和后来由颱風容雅登陸後的雨水触发的火山泥流严重破坏了邻近的地区，数千间房屋和其他建筑物被摧毁，而旅遊業損失亦高達300億菲律賓披索。美軍克拉克空軍基地也受到破壞，於同年11月正式交還給菲律賓政府。当地的河流系统在后续数年都因此次喷发而改变。。1992-1993年间，火山口附近仍持续有小型穹丘形成喷发。
火山爆发的影响扩散至全球各地，共喷出约100亿吨岩浆和2,000万吨二氧化硫，为当地地表帶來大量的矿物和金属，并向平流层注入大量的气溶胶。数月后，气溶胶在形成一层硫酸雾，1991-1993年间全球平均气温下降约0.5°C，臭氧层空洞亦短暂大幅增加。

## 地理位置
皮纳图博火山距菲律宾首都马尼拉西北约87公里，附近曾驻扎有美国军队。苏比克湾海军基地位于该火山以南37公里，而克拉克空军基地距火山顶仅有24公里。约有6百万居民生活在火山周边区域。

## 历史
皮纳图博火山在1991年喷发前的高度为1,745米（5,725英尺），只比周边平原高出600米（2,000英尺），比周边山峰高200米（660英尺），因此从远处看来并不显眼。皮纳图博属于吕宋岛西侧三描礼士山脉火山群的一部分，归属于其中的卡布斯兰亚系（Cabusilan sub-range），共同成员还包括夸德拉多山、内格隆山和马塔巴山（Mount Mataba）。这些火山皆属于隐没带火山，成因是欧亚大陆板块沿马尼拉海沟向西沉入菲律宾移动板块，由此导致的岩浆堵塞，促使了火山带的形成。
在1991年喷发前，人们对皮纳图博火山的地理认识主要基于菲律宾国家石油公司F·G·德尔芬于1983和1984年进行的研究，这项研究属于1988至1990年地热能钻井探测之前地表勘察的一部分。德尔芬在研究时发现，皮纳图博火山的活动历史可分为“远古”与“现代”两个时期。

### 远古时期
远古时期的皮纳图博火山活动大致始于110万年前，并于“现代”皮纳图博火山诞生数万年前结束。现代皮纳图博火山周边的崎岖山地大多是其远古时期的产物。当时的皮纳图博火山为复式火山，主要由安山岩和英安岩组成，喷发强度比现代时期小得多。估计远古时期的皮纳图博火山的高度可能超过2300米，如果视为孤峰，其海拔高度约为2301米，而如果有多个山峰，则海拔会稍低一些。

## 流行文化
- 菲律宾前总统拉蒙·麦格塞塞出生于三描礼士省，因此早在1991年该火山因巨型喷发闻名前，麦格塞塞便将自己的私人飞机（C-47运输机）命名为皮纳图博。1957年，载有麦格塞塞以及其他24位乘客的飞机皮纳图博坠毁（英语：1957 Cebu Douglas C-47 crash）于宿雾省曼农加尔山（英语：Mount Manunggal），机上乘客全部遇难。
- 火山湖皮纳图博湖的形状是菲律宾丹辘省卡帕斯市新克拉克城市体育馆（英语：New Clark City Athletics Stadium）的灵感来源。

## 旅游活动
1991年皮纳图博火山喷发形成的火山湖皮纳图博湖如今是一著名旅游景点，通常从卡帕斯城起始前往。

## 参見

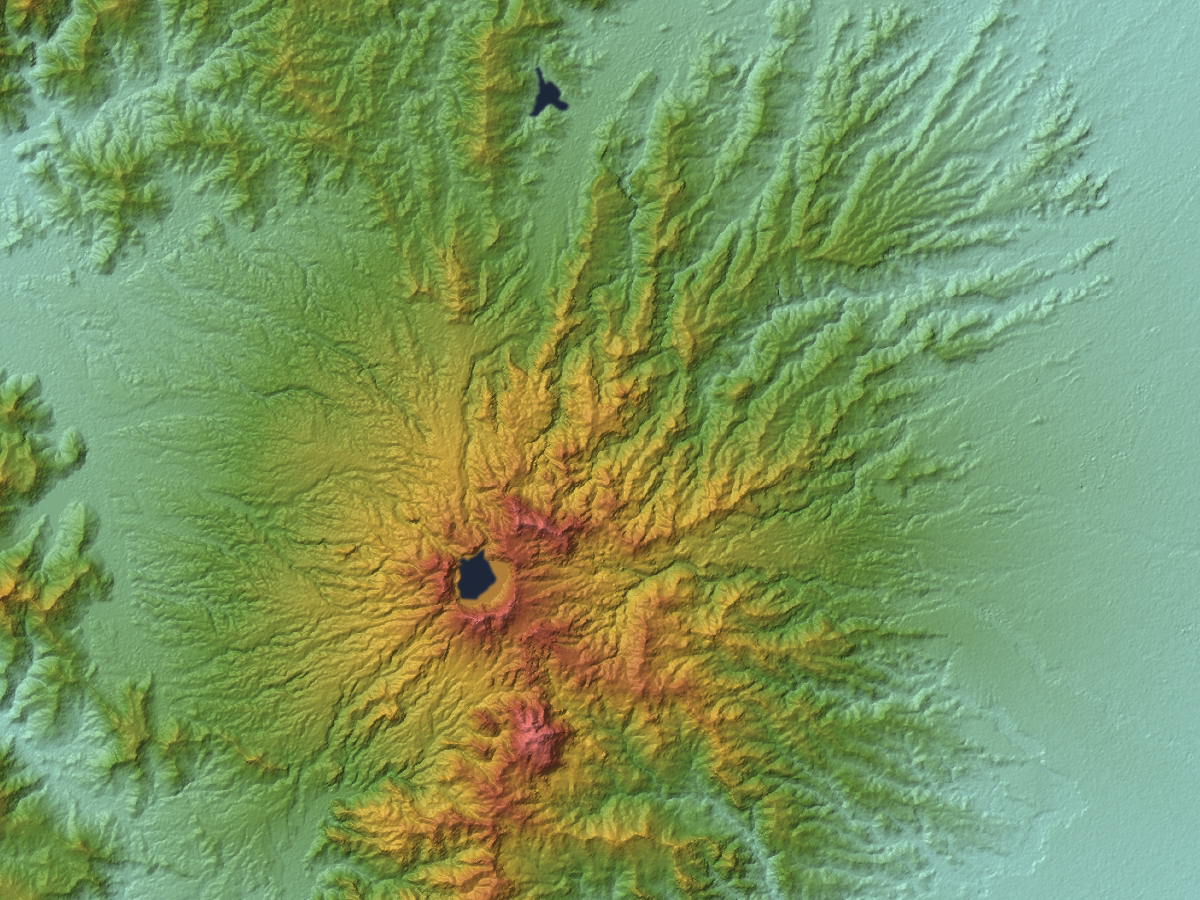
Mount Pinatubo relief map

- 菲律賓活火山列表
- 菲律宾休眠火山列表（英语：List of potentially active volcanoes in the Philippines）
- 菲律宾死火山列表（英语：List of inactive volcanoes in the Philippines）
- 按死亡人数统计的火山喷发列表（英语：List of volcanic eruptions by death toll）
- 地球火山活动时间表（英语：Timeline of volcanism on Earth）